# Rae Bareli (huyện)
Huyện Rae Bareli là một huyện thuộc bang Uttar Pradesh, Ấn Độ. Thủ phủ huyện Rae Bareli đóng ở Rae Bareli. Huyện Rae Bareli có diện tích 4609 ki lô mét vuông. Đến thời điểm năm 2001, huyện Rae Bareli có dân số 2872204 người.